# Luigj Gurakuqi
Luigj Gurakuqi (ur. 19 lutego 1879 w Szkodrze, zm. 2 marca 1925 w Bari) – albański polityk i dziennikarz.

## Życiorys
Pochodził z katolickiej rodziny kupieckiej, był synem Pjetëra i Leze Gurakuqi. Uczył się w kolegium jezuickim w Szkodrze, a następnie w San Demetrio Korone w Kalabrii. Tam też poznał albańskich działaczy narodowych, w tym Jeronima de Radę. W tym czasie pisał pierwsze artykuły do prasy albańskiej używając pseudonimów Cakin Shkodra i Lekë Gruda. W 1897 wyjechał do Włoch. Studia wyższe medyczne rozpoczął w 1901 w Neapolu, ale je przerwał by przenieść się na studia z zakresu fizyki. Tam też pisał swoje pierwsze utwory poetyckie, a także dzieła poświęcone językowi albańskiemu, w tym słownik francusko-albański. W czasie pobytu we Włoszech współpracował z czasopismami wydawanymi przez Arboreszów - La nazione Albanese i La nuova Albania.
Po wybuchu rewolucji młodoosmańskiej w Turcji powrócił do kraju. W listopadzie 1908 jako przedstawiciel Szkodry wziął udział w kongresie monastirskim, poświęconym opracowaniu jednolitego alfabetu dla języka albańskiego. W 1911 udał się w podróż do Włoch, Rumunii i do Stambułu, aby propagować ideę powstania antyosmańskiego. Wraz z Ismailem Qemalem udał się w 1912 w podróż z Triestu do Albanii, gdzie została ogłoszona Deklaracja Niepodległości. W rządzie Qemala objął urząd ministra edukacji. Jako jeden z najbardziej zaufanych ludzi Qemala zaangażował się w działania na rzecz pozyskania poparcia klanów z północnej części kraju dla rządu we Wlorze. W okresie I wojny światowej działał w klubie o nazwie Liga Narodowa (alb.Lidhja Kombetare). W 1915 po zajęciu Szkodry przez oddziały czarnogórskie został uwięziony. Więzienie opuścił po przejęciu miasta przez armię austro-węgierską. W 1916 należał do grona założycieli Komisji Literackiej w Szkodrze.
W 1918 roku w nowym rządzie pro-włoskim, powstałym w Durrësie objął ponownie stanowisko ministra edukacji. W 1921 krótko sprawował funkcję ministra spraw wewnętrznych. W latach 1921–1924 był deputowanym ze Szkodry do parlamentu albańskiego. Współpracował blisko z Fanem Noli, był także jednym z organizatorów przewrotu w 1924 r. Po upadku rządu Fana Nolego (na skutek zbrojnego przewrotu zorganizowanego przez Ahmeda Zogu w grudniu 1924) schronił się we Włoszech. Zginął zastrzelony w kawiarni w Bari przez Balto Stambollę. Sprawca został ujęty, a następnie uniewinniony przez włoski sąd. Na procesie zeznał, że zabił Gurakuqiego z przyczyn osobistych.
W 1957 jego szczątki powróciły do Albanii. Imię Gurakuqiego nosi uniwersytet w Szkodrze, a także ulice w Tiranie, Durrësie i w Szkodrze.

## Dzieła
- Fjalor shqyp-frengjisht (Słownik albańsko-francuski, wyd. Neapol 1906)
- Abetar i vogël shqyp mas abevet t'Bashkimit e t'Stambollit me tregime n'dy dhialektet (wyd. Bukareszt)